# Enej
Enej je polská folk rocková hudební skupina, která byla založena v roce 2002 v Olsztyně bratry Piotrem a Pawłem Sołoduchówými a jejich přítelem Łukaszem Kojrysem, jež působí jak manažer skupiny. Jméno kapely je odvozeno ze jména hlavní postavy Eneidy Iwana Kotlarewského, Eneji – veselého kozáka putujícího po celém světě. Skupina je kombinací rozmanité kultury, která má svůj zdroj v původu členů kapely. Bratři Sołoduchové mají ukrajinské kořeny, Mirosław Ortyński se narodil ve Lvově a zbývající členové skupiny jsou Poláci.
Diskografie kapely Enej se skládá ze čtyř studiových alb a jedné koncertní desky. Jejich debutové album „Ulice“ bylo vydáno v roce 2008. V roce 2010 bylo uvedeno do prodeje album „Folkorabel“, které získalo statut zlaté desky. V roce 2011 vyšlo koncertní DVD, které zachycuje výkon skupiny na festivalu Przystanek Woodstock. V roce 2012 bylo vydáno album „Folkhorod“, které obdrželo dvojitou platinovou desku. Nejnovějším albem skupiny je „Paparanoja“, které vyšlo v únoru 2015.
Průlomovým momentem v historii skupiny se stal rok 2011, kdy skupina vyhrála v pořadu Must Be the Music. Tylko Muzyka na televizi Polsat. Vítězství otevřelo cestu skupině k širšímu publiku. Rozhlasové stanice již den po velkém finále pořadu začala dobývat skladba „Radio Hello“, která se stal hitem léta 2011.
Skupina má na svém kontě sedm singlů, které trhají rekordy popularity na internetu a kralují v žebříčcích všech hlavních rozhlasových stanic v Polsku. Jedná se o hity „Radio Hello“, „Skrzydlate ręce“, „Tak smakuje życie“, „Lili“, „Symetryczno-liryczna“, „Zbudujemy dom“ a „Nie chcę spać“. Enej koncertuje v Polsku, ale i v zahraničí (USA, Velká Británie, Litva, Ukrajina, Itálie, Belgie, Česká republika).

## Historie

### 2002–2006: Začátky
Skupina Enej byla založena v roce 2002 v polském Olsztyně. Zpočátku skupina připomínala ukrajinskou kulturou, což bylo způsobeno tím, že někteří členové mají ukrajinské kořeny. Vlastní činnost skupina začala v roce 2005 a od té doby začala intenzivní práce na stylu, kdy začala hledat nové nástroje a nové zvuky.
První tři roky své existence se skupina snažila nalézt svůj vlastní styl, který měl být pro ně charakteristický. Skupina začíná být populární v roce 2006, když se zúčastnila festivalu „Union of Rock Węgorzewo 2006“. Výstup olsztynských hudebníků se líbilo novinářům a byl odměněn. Ve stejném roce formace dvojnásobně oceněna na festivalech Przystanek Olecko v Olecku a na festivalu „Kierunek Olsztyn“.

### 2007–08: Ulice
Dne 20. října 2008 vydala singl „Ulice” ze stejnojmenného debutového alba. Dne 17. listopadu 2008 vydala své debutové album s názvem „Ulice”, jehož vydavatelem je „Polskie Radio Olsztyn“ a „Lou & Rocked Boys“. Dne 10. března 2009 vydala druhy singl „Komu”.

### 2010–11: Folkorabel, Must Be the Music. Tylko Muzyka
V roce 2010 se dostala do semifinále festivalu „Przystanek Woodstock“. Dne 12. listopadu téhož roku bylo vydáno druhé studiové album skupiny pod názvem „Folkorabel“, které si získalo zlatou desku. V roce 2011 účinkovala skupina v pořadu Must Be the Music. Tylko muzyka a dostal do finále, kde obsadila první místo a porazila Conradu Yanezu a Tomasze Dolského. Píseň „Radio Hello“ si získala popularitu jak u polských, tak i ukrajinských rozhlasových stanic. Následně dne 30. června vystoupila na Heineken Open’er Music Festival.

### 2012–14: Folkhorod
V březnu 2012 skupina vydala další singl „Skrzydlate ręce”, který se podmanil několik hudebních žebříčků. Díky této písni získala skupina řadu prestižních ocenění na festivalech a hudebních galavečerech, např. „SuperPremiery” či Eska Music Awards 2012 v kategorii „Píseň roku“, kompozice si navíc odnesla cenu „Hit roku“ rádia ZET. Dne 18. října se uskutečnila premiéra singlu „Tak smakuje życie” (Tak chutná život), který se ukázal jako velký hit. Dne 16. listopadu 2012 bylo vydáno hudebním vydavatelstvím Lou Rocked Boys třetí studiové album s názvem Folkhorod, které obdrželo platinovou desku.
Dne 3. února 2013 se uskutečnila ve vysílání rozhlasové stanice RMF FM premiéra singlu „Lili” z třetího singlu. V létě téhož roku skupina vystoupila na mnoha festivalech. Na TOPtrendy 2013 skupina vyhrála soutěž „Największe Przeboje Roku 2012” (Největší hity roku 2012) s písní „Tak smakuje życie” a tak porazila mimo jiné Ewelinou Lisowskou, Julou a Rafała Brzozowského. Dne 15. června skupina vystoupila na 50. Národního festivalu polské písně v Opole v soutěži Superjedynki, kde získala cenu za „SuperPrzebój” s písní „Skrzydlate ręce” a navíc obsadila druhé místo v kategorii „SuperZespół”, kde prohrála se skupinou Pectus.
Dne 1. srpna byl zahájen festival Przystanek Woodstock, na kterém skupina zahrála potřetí ve své kariéře. Dne 3. srpna se konalo slavnostní předávání cen Eska Music Awards 2013, kde kapala získala sošku v kategorii „Najlepszy zespół” a navíc byla také nominována v kategorii „Najlepsza piosenka” za kompozici „Tak smakuje życie” a „Najlepsza płyta” za desku Folkhorod. Dne 24. srpna 2013 v sopotské Lesní opeře v průběhu soutěže „Konkurs Sopot Festival 2013“ skupina zahájila koncert „5 lat z Muzodajnią. Największe Przeboje Lata“, kde zahrála svůj minirecital. Během koncertu Lato Zet i Dwójki 2013 25. srpna v Uniejówě skupina vystoupila s písněmi „Symetryczno-liryczna” a „Skrzydlate ręce”, díky kterému si odnesla cenu za Nejlepší výkon. Dne 29. listopadu 2013 Grzegorz Łapiński na Facebooku oznámil ukončení své spolupráce se skupinou. Byl nahrazen Damianem Pińkowským.
Dne 22. ledna 2014 vydavatelství Lou&Rocked Boys zveřejnilo na Youtube píseň „Brat za brata”, která je plodem spolupráce skupiny Enej s kapelami Kozak System a Maleo Reggae Rockers. Byla vytvořena s cílem ukázat „solidaritu v boji za svobodu a demokracii ukrajinské společnosti“ shromážděné na náměstí nezávislosti v Kyjevě. Polská verze byla vytvořena v roce 2012 na základě písně od Kozak System a autory nového textu jsou Enej a Maleo Reggae Rockers.

### Od r. 2015: Paparanoja
V červenci kapela nahrála společně s Donatanem a Cleo píseň „Brać”, která byla vybrána jako promo singl k debutovému studiovému albu s názvem duo Hiper/Chimera. Dne 9. listopadu 2014 se v pořadu Must Be the Music. Tylko muzyka uskutečnila premiéra nového singlu „Zbudujemy dom”, který předpověděl nové album skupiny. Deska Paparanoja vyšla v únoru 2015. Promo singlem byla kompozice "Nie chcę spać", která byla přijata s velkým nadšením. Dne 1. června byl vydán další singl skupiny, který byl určen promu alba pod názvem „Kamień z napisem Love”. Dne 27. října, po přesáhnutí tří milionů zhlédnutí videoklipu k písni, skupina vydala nový singl „Dzisiaj będę ja”.

## Diskografie

### Studiová alba
| Rok  | Titul                                                                               | Nejvyšší pozice v žebříčku | Certifikace         |
| Rok  | Titul                                                                               | POL                        | Certifikace         |
| ---- | ----------------------------------------------------------------------------------- | -------------------------- | ------------------- |
| 2008 | Ulice - Vydáno: 17. listopad 2008 - Vydavatel: Czemu Nie Records                    | 21                         |                     |
| 2010 | Folkorabel - Vydáno: 15. listopad 2010 - Vydavatel: Lou & Rocked Boys               | 15                         | - POL: zlatá deska  |
| 2011 | Enej – Przystanek Wodstock 2011 - Vydáno: 6. prosinec 2011 - Vydavatel: ENEJ Studio | –                          |                     |
| 2012 | Folkhorod - Vydáno: 16. listopad 2012 - Vydavatel: Lou & Rocked Boys                | 2                          | - POL: 3× platinová |
| 2015 | Paparanoja - Vydáno: 12. únor 2015 - Vydavatel: Lou & Rocked Boys                   | 1                          | - POL: zlatá deska  |

### Singly
| 2011      | „Radio Hello”                      | –  | 1 | 1 | 1  | 1  | 1  | 1 | 1 | 1  | Folkorabel    |
| 2012      | „Skrzydlate ręce”                  | –  | 1 | 1 | 1  | 1  | 1  | 1 | 1 | 10 | Folkhorod     |
| 2012      | „Tak smakuje życie”                | –  | 1 | 1 | 1  | 2  | 1  | 1 | 2 | 43 | Folkhorod     |
| 2013      | „Lili”                             | 1  | 1 | 1 | 3  | 1  | 2  | 2 | 2 | 18 | Folkhorod     |
| 2013      | „Symetryczno-liryczna”             | 3  | 1 | 1 | 3  | 1  | 1  | 1 | 2 | 5  | Folkhorod     |
| 2014      | „Zbudujemy dom”                    | –  | 1 | 1 | –  | 7  | 13 | 2 | 7 | 27 | Paparanoja    |
| 2015      | „Nie chcę spać”                    | –  | 1 | – | –  | 12 | 11 | 9 | 8 | 26 | Paparanoja    |
| 2015      | „Kamień z napisem Love”            | 7  | 1 | 4 | 2  | 8  | –  | – | – | 10 | Paparanoja    |
| 2015      | „Dzisiaj będę ja”                  | 41 | – | – | –  | –  | –  | – | – | –  | Paparanoja    |
| 2016      | „Może będzie lepiej”               | 16 | 1 | – | –  | –  | –  | – | – | 42 | —             |
| Hostující |                                    |    |   |   |    |    |    |   |   |    |               |
| 2014      | „Brać” (Donatan & Cleo feat. Enej) | –  | 3 | 1 | 15 | –  | 9  | 5 | – | 14 | Hiper/Chimera |

### Jiné umístěné skladby
| Rok  | Titul         | Pozice v žebříčku | Pozice v žebříčku | Pozice v žebříčku | Album      |
| Rok  | Titul         | PiK               | PRO               | SLiP              | Album      |
| ---- | ------------- | ----------------- | ----------------- | ----------------- | ---------- |
| 2008 | „Ulice”       | 5                 | 10                | –                 | Ulice      |
| 2009 | „Komu”        | 7                 | 1                 | –                 | Ulice      |
| 2011 | „Państwo B”   | –                 | 1                 | –                 | Folkorabel |
| 2011 | „Pan Babilon” | –                 | 1                 | –                 | Folkorabel |
| 2011 | „Rahela”      | –                 | –                 | 30                | Folkorabel |

## Ocenění a nominace
| Rok  | Ocenění                         | Kategorie                                                        | Výsledek  |
| ---- | ------------------------------- | ---------------------------------------------------------------- | --------- |
| 2006 | Union of Rock Węgorzewo 2006    | Cena novinářů                                                    | vítězství |
| 2006 | Przystanek Olecko               | Cena veřejnosti                                                  | vítězství |
| 2006 | Festiwal Kierunek Olsztyn       | Cena veřejnosti                                                  | vítězství |
| 2011 | Must Be the Music. Tylko muzyka | 1. sezóna                                                        | vítězství |
| 2011 | Przystanek Woodstock            | Zlatý bukáček                                                    | vítězství |
| 2011 | Volbá rádia RMF FM              | Hit léta 2011 (Radio Hello)                                      | vítězství |
| 2011 | Volbá rádia RMF FM              | Hit léta 2011 (Radio Hello)                                      | 5. místo  |
| 2012 | Wiktory 2011                    | Největší televizní objev                                         | nominace  |
| 2012 | TOPtrendy 2012                  | Hit jara 2012 z žebříčku POPLista rádia RMF FM (Skrzydlate ręce) | vítězství |
| 2012 | SuperJedynki 2012               | Superpremiery (Skrzydlate ręce)                                  | vítězství |
| 2012 | SuperJedynki 2012               | Internetová SuperPremiera iTVP-HD a Onet (Skrzydlate ręce)       | vítězství |
| 2012 | Eska Music Awards 2012          | Skupina roku                                                     | vítězství |
| 2012 | Eska Music Awards 2012          | Píseň roku (Skrzydlate ręce)                                     | vítězství |
| 2012 | Plebiscyt RMF FM                | Hit léta 2012 (Skrzydlate ręce)                                  | vítězství |
| 2012 | Plebiscyt RMF FM                | Hit roku 2012 (Skrzydlate ręce)                                  | 2. místo  |
| 2012 | Plebiscyt RMF FM                | Hit roku 2012 (Tak smakuje życie)                                | 5. místo  |
| 2012 | Plebiscit rádia ZET             | Hit roku 2012 (Skrzydlate ręce)                                  | vítězství |
| 2012 | Plebiscit rádia ZET             | Hit roku 2012 (Tak smakuje życie)                                | 10. místo |
| 2013 | TOPtrendy 2013                  | Největší hity roku 2012 (Tak smakuje życie)                      | vítězství |
| 2013 | SuperJedynki 2013               | SuperPrzebój (Skrzydlate ręce)                                   | vítězství |
| 2013 | SuperJedynki 2013               | SuperZespół                                                      | 2. místo  |
| 2013 | Eska Music Awards 2013          | Nejlepší skupina                                                 | vítězství |
| 2013 | Eska Music Awards 2013          | Najlepší hit (Tak smakuje życie)                                 | nominace  |
| 2013 | Eska Music Awards 2013          | Najlepší album (Folkhorod)                                       | nominace  |
| 2013 | Lato ZET i Dwójki 2013          | Najlepší vystoupení (Skrzydlate ręce)                            | vítězství |
| 2013 | Plebiscit rádia RMF FM          | Hit léta 2013 (Symetryczno-liryczna)                             | vítězství |
| 2013 | Plebiscit rádia RMF FM          | Hit roku 2013 (Symetryczno-liryczna)                             | 2. místo  |
| 2013 | Plebiscit rádia RMF FM          | Hit roku 2013 (Lili)                                             | 30. místo |
| 2013 | Plebiscit rádia ZET             | Skupina roku 2013                                                | vítězství |
| 2013 | Plebiscit rádia ZET             | Hit roku 2013 (Symetryczno-liryczna)                             | 2. místo  |
| 2014 | TOPtrendy 2014                  | Nejprodávanější deska roku 2013 (Folkhorod)                      | 2. místo  |
| 2014 | Plebiscit rádia RMF FM          | Hit roku 2014 (Zbudujemy Dom)                                    | 6. místo  |
| 2015 | Plebiscit rádia RMF FM          | Umělec čtvrtstoletí                                              | 9. místo  |